# Grails (platformă)
Grails este o platformă liberă și cu sursa deschisă pentru dezvoltarea aplicațiilor de Internet ce folosește limbajul de programare Groovy (care la rândul său se bazează pe platforma Java).